# Критские мусульмане
Критские мусульмане (также критские турки, тур. Giritli; Girit Türkleri; Türk Giritlileri Гиритли, Гирит Тюрклери, Тюрк Гиритлилери) — общее название многочисленной и очень своеобразной мусульманской общины острова Крит, имевшей долгую и сложную историю в арабский период между 825 и 961 годами (Критский эмират), а также в османский период в 1648—1923 годах. История мусульман Крита тесно переплелась с историей самого острова. Критяне переходили в ислам довольно поздно (в XVII—XIX веках) в основном по экономическим соображениям, многие из них при этом были криптохристианами (см. линобамбаки), а потому, быстро «вернулись» к православной вере в XX веке. При этом, в отличие от других регионов Османской империи, большинство местных мусульман не подверглось тюркизации и сохранило греческий язык в качестве родного.

## История

### Критский эмират
В арабский период между 825 и 961 годами на Крите появилось значительное количество мусульман, как греческих прозелитов, так и арабских поселенцев. После возвращения острова в состав Византии в 961 году из Малой Азии сюда прибыл Св. Никон для обращения оставшихся мусульман в православие.

### Османское завоевание
В Средние века Крит являлся частью Византийской Империи и был населён преимущественно православными греками. Кроме них, на острове присутствовали небольшие общины евреев, армян и, после 1204 года, католиков-венецианцев. После взятия крестоносцами Константинополя в 1204 году, остров перешёл под власть Венеции — талассократической республики. Венецианцы полностью отстранили пассивное и инертное греческое население от участия в политической жизни страны. Тем не менее, их политика планомерного вытеснения православных канонов католическими и полное упразднение местного православного духовенства раздражала местное население. Доходило то того, что местные греки открыто сотрудничали с турками, которые предоставляли большую автономию православной церкви на землях, отнятых у Византийской империи. Более того, постепенный захват турками всех греческих земель создавал атмосферу неминуемого падения Крита в греческой общине острова. Большинство греков подсознательно готовило себя к новой жизни в исламском государстве. Даже в этой ситуации венецианцы практически не шли на уступки местному населению. В результате, в 1648 году Османская империя оккупировала практически весь остров, за исключением крепости Кандия (современный Ираклион), которую венецианцы удерживали до 1669  года. Несколько мелких прибрежных островов оставались венецианскими до 1715 года.

## Исламизация
Чтобы облегчить задачу исламизации острова, турки восстановили православную иерархию, чтобы привлечь симпатии греческого клира, но при этом параллельно превратили множество церквей в мечети и учредили сеть вакуфов. Впрочем, в мечети были обращены в основном венецианские католические церкви.  Начался массовый переход местного населения в ислам. В ислам добровольно переходили как целыми семьями и даже деревнями (в сельской местности), так и индивидуально (в городах), что на первый взгляд кажется странным, учитывая позднюю дату завоевания острова и мизерную долю собственно турецких иммигрантов на нём (прибыли лишь небольшое количество чиновников и духовенства). Так, на Кипре, отвоёванном у венецианцев гораздо раньше — в 1571 году — переход в ислам среди греков был гораздо меньшим. Как показывает более детальный анализ документов того времени, большинство греков перешли в ислам из чисто экономических соображений (вопросы наследования, освобождение от уплаты налога джизья, налагаемого на райя или зимми). Но и этот аргумент не кажется убедительным: французский путешественник Турнфор, посетивший Крит через 30 лет после турецкого завоевания, пишет о том, что налог для немусульман составлял лишь «жалкие 5 экю». Особенно быстро исламизировалась греческая элита острова из-за перспектив карьерного роста для детей в новом исламском государстве, особенно это касалось молодых людей, нацеленных на карьеру в Стамбуле.

## Доля мусульман на Крите
| Год  | Мусульмане |
| ---- | ---------- |
| 1821 | 47 %       |
| 1832 | 43 %       |
| 1858 | 22 %       |
| 1881 | 26 %       |
| 1900 | 11 %       |
| 1910 | 8 %        |
| 1920 | 7 %        |
| 1928 | 0 %        |

По мере бурного роста мусульманской общины в XVII—XVIII веках (турецкие источники сообщают, что 2/3 населения острова составляли мусульмане), оставшиеся христиане начинают ощущать постепенно нарастающее давление со стороны турецкого государства. Увеличивается конфликтный потенциал острова. Так, в одной из деревень мусульмане-неофиты (недавно перешедшие в ислам) жалуются на раздражающую их службу в православной церкви, окружённой дворами 25 семей, перешедших в ислам. Власти принимают решение закрыть церковь. Ситуация накаляется ещё больше, когда до турецких властей в Стамбуле доходят слухи о том, что далеко не все мусульмане на острове настолько озабочены соблюдением своей религии. Так, большинство «мусульман» острова продолжает вести двойную жизнь, мужчины отказываются проводить обрезание и пьют вино, женщины продолжают сохранять обычай накопления приданого. В мечетях же местные мусульмане молятся Христу и Деве Марии; турецкий язык по-прежнему слабо представлен в жизни острова. По мере роста греческого национализма на материке, Крит охватывают идеи энозиса, то есть воссоединения с Грецией. После событий 1828—1830 года начинается массовая эмиграция мусульман с острова (в Анатолию и Стамбул), хотя он по-прежнему является частью Османской империи (фактической до 1908, формально до 1912). После 1830 года остров погружается в хаос: православные греки начинают партизанскую войну, в ходе которой большинство мусульман, опасаясь за свою жизнь, вынуждены укрыться за крепостными стенами четырёх городов северного побережья. Большинство переехало в Турцию, где их потомки стали частью турецкого этноса, небольшая группа осела в сирийском городе Эль-Хамидия, где многие до сих пор сохраняют греческий язык.